# Vaux-en-Amiénois
Vaux-en-Amiénois is een gemeente in het Franse departement Somme (regio Hauts-de-France) en telt 423 inwoners (2005). De plaats maakt deel uit van het arrondissement Amiens.

## Geografie
De oppervlakte van Vaux-en-Amiénois bedraagt 11,2 km², de bevolkingsdichtheid is 37,8 inwoners per km².
De onderstaande kaart toont de ligging van Vaux-en-Amiénois met de belangrijkste infrastructuur en aangrenzende gemeenten.

## Demografie
Onderstaande figuur toont het verloop van het inwonertal (bron: INSEE-tellingen).